# Барнеков
Барнеков (њем. Barnekow) општина је у њемачкој савезној држави Мекленбург-Западна Померанија. Једно је од 91 општинског средишта округа Нордвестмекленбург. Према процјени из 2010. у општини је живјело 645 становника. Посједује регионалну шифру (AGS) 13058005.

## Географски и демографски подаци
Барнеков се налази у савезној држави Мекленбург-Западна Померанија у округу Нордвестмекленбург. Општина се налази на надморској висини од 39 метара. Површина општине износи 15,6 km². У самом мјесту је, према процјени из 2010. године, живјело 645 становника. Просјечна густина становништва износи 41 становника/km².

## Међународна сарадња
| Мјесто    | Држава   | Врста сарадње | Од    |
| --------- | -------- | ------------- | ----- |
| Дубровник | Хрватска | партнерство   | 1993. |
| Извор     |          |               |       |